# A14高速公路 (義大利)

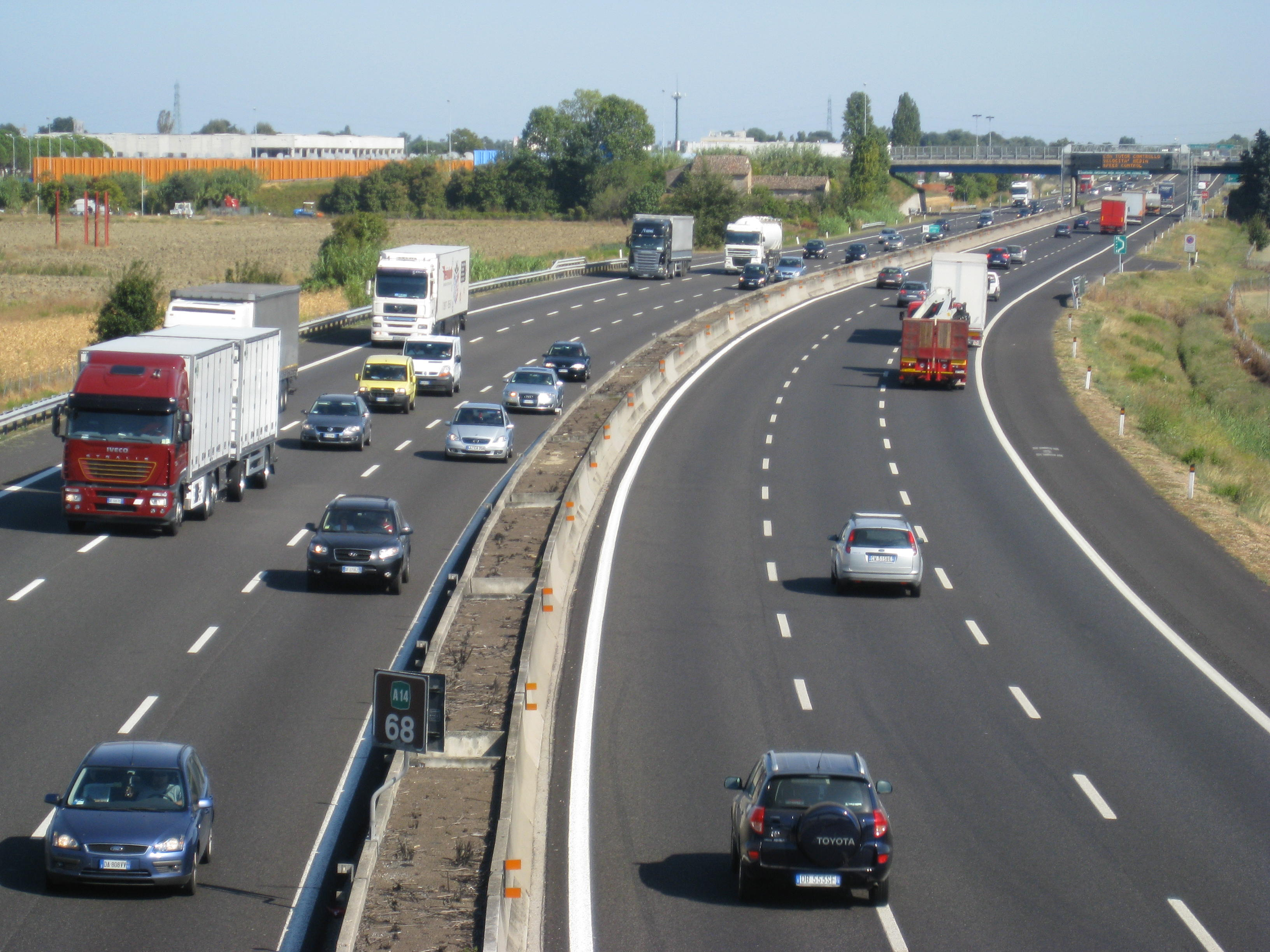
其中一段A14高速公路

A14高速公路（義大利語：Autostrada A14），是義大利一條高速公路，全長743.4公里，連接中部最大城市博洛尼亞和南部城市塔蘭托，中間經過里米尼、切塞納、福賈、巴里等重要城市。因路線大致沿著亞得里亞海沿岸平行開闢，而又稱亞得里亞高速公路（Autostrada  Adriatica）。
1966年起分段通車，至1975年全線通車。全段分別是歐洲E45公路（至切塞納）、歐洲E55公路（至巴里）和歐洲E843公路的一部份。
2018年8月6日下午，A14高速公路在波隆那西郊、帕尼加萊鎮與波隆納機場之間路段，發生重大交通事故，一輛液化石油氣罐車撞上一輛卡車後爆炸起火，造成1死百餘人受傷，路面被炸毀，罐車爆炸後的高溫也波及到路兩旁汽車經銷商的交車中心，造成連環爆炸。